# Gold Camp
Gold Camp é uma Região censo-designada localizada no estado americano de Arizona, no Condado de Pinal.

## Demografia
Segundo o censo americano de 2000, a sua população era de 6029 habitantes.

## Geografia
De acordo com o United States Census Bureau tem uma área de
57,8 km², dos quais 57,8 km² cobertos por terra e 0,0 km² cobertos por água.

## Localidades na vizinhança
O diagrama seguinte representa as localidades num raio de 40 km ao redor de Gold Camp.